# IJse
L'IJse és un riu de Bèlgica que neix al nucli Groenendaal, al bell mig del Zoniënwoud, bosc tri-regional (Flandes, Brussel·les i Valònia), i que desemboca al Dijle al Dode Beemde (prat mort) a Neerijse. Des del segle xviii el curs del riu va ser canviat sovint, principalment per a augmentar el desnivell i poder activar molins d'aigua, les parts més baixes, pantanoses, van ser transformades en vivers. Les múltiples transformacions fetes per l'home, tal com les rectificacions, van reduir considerablement la capacitat d'emmagatzemar aigües altes així com la biodiversitat del riu. Es projecta de renaturalitzar, quan més possible, el curs del riu, fora de les zones urbanitzades i crear passos de peixos on no és possible tornar al curs natural.
És un dels nombroses rius dels quals el nom prové d'un nom comú (frisó o germànic) 'i' o 'is' que significa i que ès etimològicament aparentat amb la paraula ‘aigua’ (altres exemples són: l'Isar, l'Eijserbeek, l'Aa, Ise, l'IJ, l'IJzer, Isebek, Eisenbek…). Les principals localitats regades pel riu són Groenendaal, Sint-Genesius-Rode, Hoeilaart, Overijse, Huldenberg, Loonbeek i Neerijse.
Afluents principals
- Nellebeek
- Langegracht
- Beek
- Wijndaalbeek

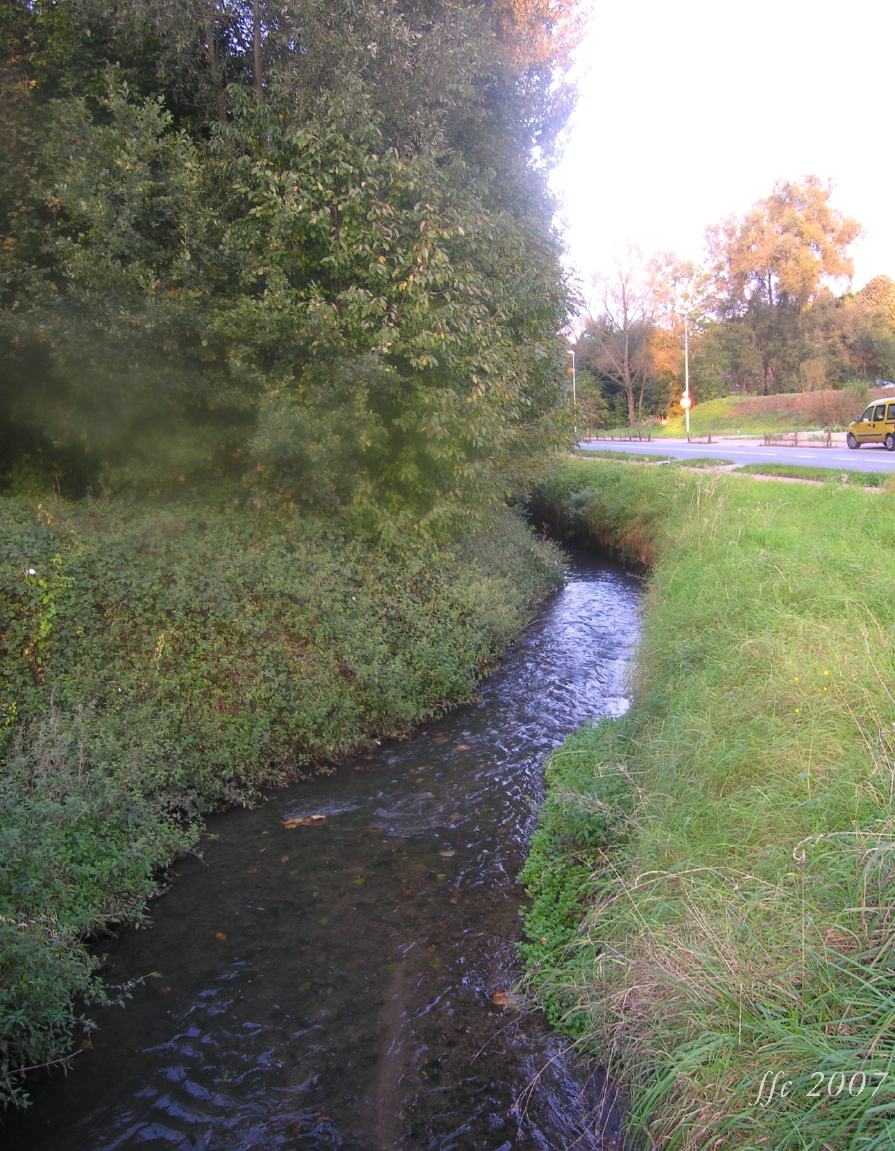
L'IJse entre Overijse i Huldenberg
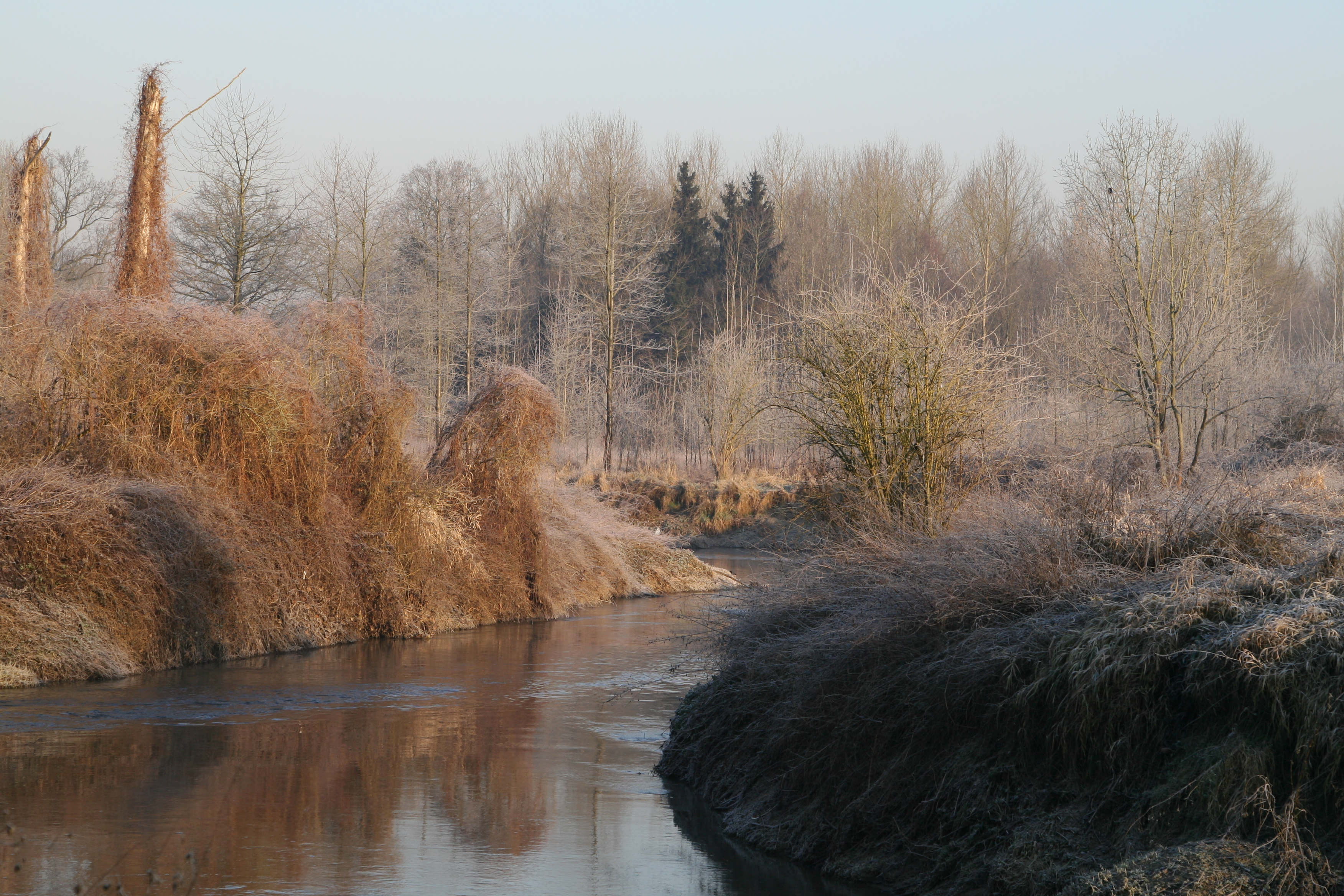
Aiguabarreig de l'IJse al Dijle a la Dode Bemde a Neerijse
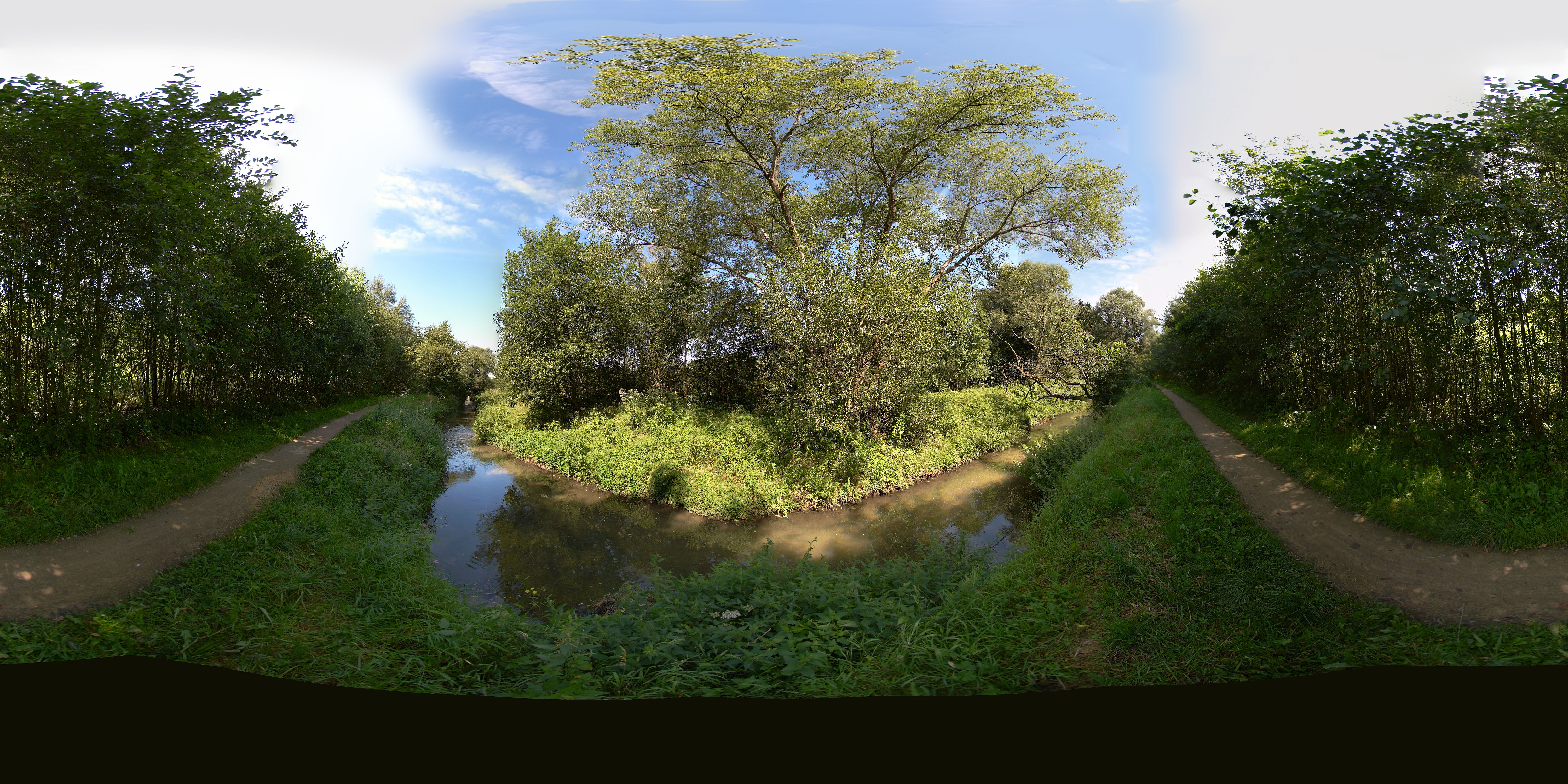
Panorama de l'IJse a Huldenberg